# Beastly Boyz
Beastly Boyz è un film televisivo del 2006, diretto da David DeCoteau.

## Trama
Rachel, una bellissima giovane artista, viene uccisa nella sua isolata casa sul lago da un gruppo di assassini. Suo fratello Travis giura di vendicarsi punendo i suoi assassini uno ad uno anche se questo gli costerà la sua anima e guidato dalla voce spettrale della sorella che gli ordina di vendicarsi brutalmente, si mette a dare loro la caccia.

## Distribuzione
Fu il primo film ad essere distribuito dalla sua etichetta Rapid Heart Extreme. Il film è stato trasmesso sul canale televisivo here!, un canale incentrato su tematiche LGBT.

## Accoglienza
Come indicato da DeCoteau, Beastly Boyz è la più bizzarra e provocatoria delle sue opere. Nel film viene infatti discusso, tra gli altri, il tema del bondage e vengono mostrate scene eloquenti di bestialità.